# The Very Best of Santana
The Very Best of Santana je kompilacijski album skupine Santana, ki je izšel leta 1996. Album je nadgradnja kompilacijskega albuma Santana's Greatest Hits iz leta 1974 in vsebuje podobno naslovnico.

## Seznam skladb
| Št. | Naslov                                  | Pisec                                            | Z albuma            | Dolžina |
| --- | --------------------------------------- | ------------------------------------------------ | ------------------- | ------- |
| 1.  | „Europa (Earth's Cry Heaven's Smile)‟   | Tom Coster, Carlos Santana                       | Amigos, 1976        | 5:07    |
| 2.  | „Black Magic Woman/Gypsy Queen‟         | Peter Green/Gábor Szabó                          | Abraxas, 1970       | 3:15    |
| 3.  | „Oye Como Va‟                           | Tito Puente                                      | Abraxas, 1970       | 4:17    |
| 4.  | „Samba Pa Ti‟ (instrumental)            | Santana                                          | Abraxas             | 4:46    |
| 5.  | „Carnaval‟                              | Coster, Santana                                  | Festival, 1977      | 2:20    |
| 6.  | „She's Not There‟                       | Rod Argent, Coster                               | Moonflower, 1977    | 4:03    |
| 7.  | „Soul Sacrifice‟                        | Santana, Gregg Rolie, David Brown, Marcus Malone | Santana, 1969       | 6:38    |
| 8.  | „Let the Children Play‟                 | Coster, Leon Patillo, Santana                    | Festival, 1977      | 2:37    |
| 9.  | „Jugando‟                               | Coster, Patillo, Santana                         | Festival, 1977      | 2:11    |
| 10. | „No One To Depend On‟                   | Mike Carabello, Coke Escovedo, Rolie             | Santana III, 1971   | 5:32    |
| 11. | „Evil Ways‟                             | Clarence "Sonny" Henry                           | Santana, 1969       | 3:01    |
| 12. | „Dance Sister Dance (Baila Mi Hermana)‟ | Leon "Ndugu" Chancler, Coster                    | Amigos, 1976        | 3:12    |
| 13. | „Jingo‟                                 | Michael Olatunji                                 | Santana, 1969       | 2:46    |
| 14. | „Everything's Coming Our Way‟           | Santana                                          | Santana III, 1971   | 3:17    |
| 15. | „Hold On‟                               | Ian Thomas                                       | Shangó, 1982        | 4:33    |
| 16. | „One Chain (Don't Make No Prison)‟      | Dave Lambert                                     | Inner Secrets, 1978 | 7:14    |
| 17. | „Lightning In The Sky‟                  | Santana, Chris Solberg                           | Marathon, 1979      | 3:50    |
| 18. | „Aqua Marine‟                           | Alan Pasqua, Santana                             | Marathon, 1979      | 5:31    |
| 19. | „Travellin' Blues‟                      | Paul Curcio                                      | /                   | 4:52    |